# Кахетинское царство
Кахетинское царство (груз. კახეთის სამეფო, также известное как Кахети или Кахетия) — монархическое государство восточной Грузии, занимавшее область Кахетию. В разное время её столицами были Греми и Телави.

## История
Как особое царство Кахетия в грузинских летописях упоминается уже с IV—V веков, со времени водворения здесь христианства. У арабских писателей с VII века также известна эта страна. Правители Кахетии были известны под разными наименованиями — корикозов, мтавари и др. 

### Первое Кахетинское царство
Квирике III (умер в 1037 году) прозванный великим, провозгласил себя царём (мепе) Кахетии и Эретии. Из IX ст. дошло до нас житие св. Илариона, уроженца Кахетии, в списке 1074 года. Из этого документа видно, что в то время христианство процветало в Кахетии; здесь были мужские и женские монастыри, богато снабжённые книгами, были епископы и прочее духовенство, которое поддерживало религиозные сношения с Сирией, Палестиной, Константинополем и даже Римом. После смерти Квирике III трон унаследовал его племянник (сын сестры) Гагик, из рода армянских Кюрикидов, царей Ташир-Дзорагетского царства. В 1106 году грузинский царь Давид IV взял в плен Агсартана II, последнего кахети-эретинского царя, и присоединил Кахетию к остальной Грузии. С этих пор до 1468 года Кахетия входила в состав объединённой Грузии, управляемой царями из династии Багратионов, так что в течение 363 лет история Кахетии сливается с общегрузинской историей. Во второй половине XV века Грузия распадается на три царства и пять княжеств: Мингрельское, Гурийское, Сванетское, Абхазское и Самцхе-Саатабагское.

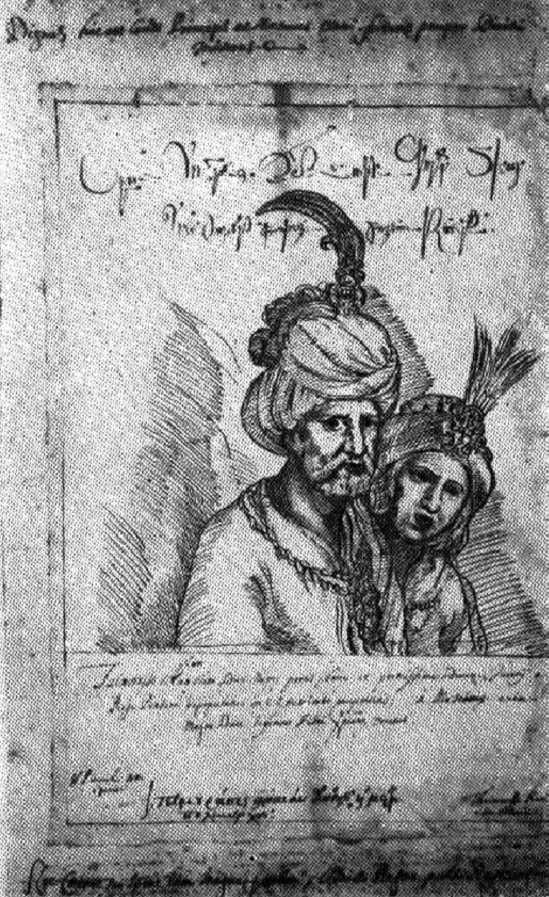
Теймураз I — царь Кахетии, поэт-лирик.

Западная Грузия, то есть царство Имеретинское и княжества, находились под политическим влиянием Порты Оттоманской, а восточная Грузия, то есть царства Карталинское и Кахетинское — под таким же влиянием Персии. Дробление Грузии на несколько частей усердно поддерживалось Турцией и Персией, как одно из средств к ослаблению страны. Другим средством была пропаганда ислама, между прочим — в восточной Кахетии. Дань, платимая в эпоху политической зависимости от Турции и Персии, была ничтожна, но обязательна была выдача известного числа детей обоего пола, которых посылали время от времени в Тегеран и Стамбул в качестве заложников; девушки выходили там замуж за шахов, султанов и их приближённых, а мальчики, воспитанные в духе мусульманства, обычно возвращались в Грузию для занятия высших должностей.

### Второе Кахетинское царство

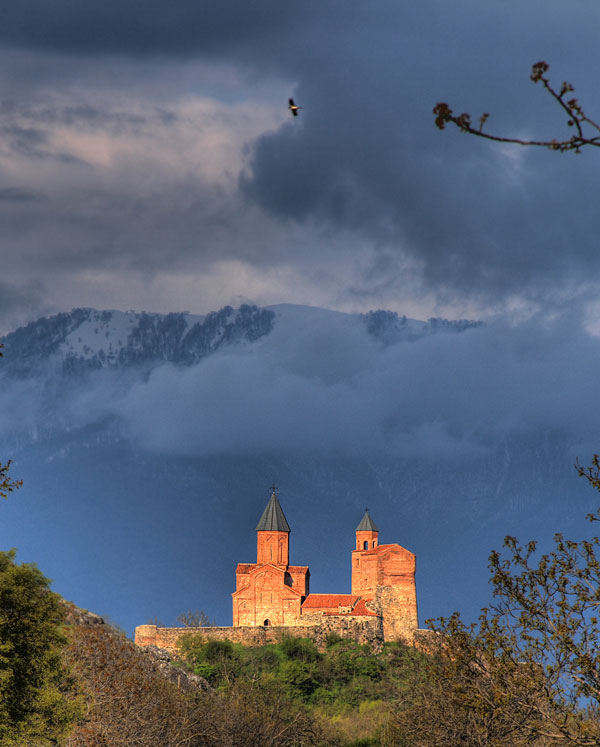
Царский замок и крепость Греми. Город Греми был столицей Кахетинского царства в XVI-XVII веках. Основанная Леваном Кахетинским, столица была царской резиденцией и оживлённым торговым городом Великого Шёлкового пути, до тех пор пока её не сровняли с землёй войска шаха Аббаса I в 1615 году. С тех пор город никогда не обрёл былого процветания и в середине XVII века цари Кахетии перенесли свою столицу в Телави.

В остальном Грузинские царства оставались самостоятельными. Христианская Грузия, однако, тяготилась номинальным верховенством мусульманских держав, и нередко ей удавалось совершенно избавиться от их влияния. Внешняя история Кахетии с 1468 по 1762 г., как и других частей Грузии, прошла в борьбе с Персией, Турцией и кавказскими горцами, и в дружественных отношениях с Россией. Мусульманские державы и их союзники-единоверцы — кавказские горцы, ничего хорошего не ожидая для себя от сближения Грузии с Россией, всячески старались расстроить его. Между тем Московское государство, особенно после покорения Казанского и Астраханского царств (1552—1556), вполне сознательно старалось распространить своё торговое и военно-политическое влияние на юг, через Кавказ, на Персию. Для этого ему нужна была твёрдая опора в лице христианского царства. Такою представлялась Грузия. В крестоцеловальной записи, заключенной между кахетинским царём Александром II (1527—1605) и московским царём Фёдором Иоанновичем (около 1586) последний даёт Александру обещание «оберегать его от всех недругов его».
Это обещание возобновлялось дословно и при последующих царях. Взамен «поминок», послы привозили им от московских царей не менее ценные подарки; вместе с тем они уговаривали кахетинских царей склонить к союзу с Россией и других грузинских царей и владетельных князей. Условием союза являлся только нейтралитет на случай войны Персии, Турции или кавказских горцев с Россией. Военной помощи от Кахетии не требовалось ввиду отдалённости русской границы от Кахетии, высоких и неудобопроходимых Кавказских гор, враждебных и воинственных народов, населявших пространство в несколько сот вёрст между Кахетией и Россией, а также вследствие опасности со стороны Персии и Турции, всегда готовых занять Кахетию, в случае отсутствия в ней местных войск. Столь же неизбежны были отказы России в вооружённой помощи царям Кахетии (например Теймуразу в 1658 г.). Время царствования в Персии могущественных шахов Аббаса I, Сефи и Аббаса II (с конца XVI в. по 70-е годы XVII века) были особенно тяжёлым временем для Кахетии и Карталинии. В это время шахи стали особенно подозрительно относиться к сношениям Грузии с Россией. Шах Аббас I с большим недоверием смотрел на кахетинского царя Теймураза I. Мать царя, отказавшуюся принять мусульманство, Аббас I замучил, двух его сыновей изувечил, дочь его взял в жёны против воли отца. В борьбе с шахом Аббасом II погиб третий сын Теймураза и взята была в плен вторая его дочь. В начале XVII века (1615—1616) шах Аббас I с несметными полчищами два раза вторгался в Грузию, опустошил её, ограбил церкви и забрал значительную часть жителей Кахетии, вместо которых переселил в Грузию до 15 тысяч дворов азербайджанских татар. Но вскоре восставшие грузины истребили всех переселенных азербайджанцев.
По словам Вахушти Багратиони:

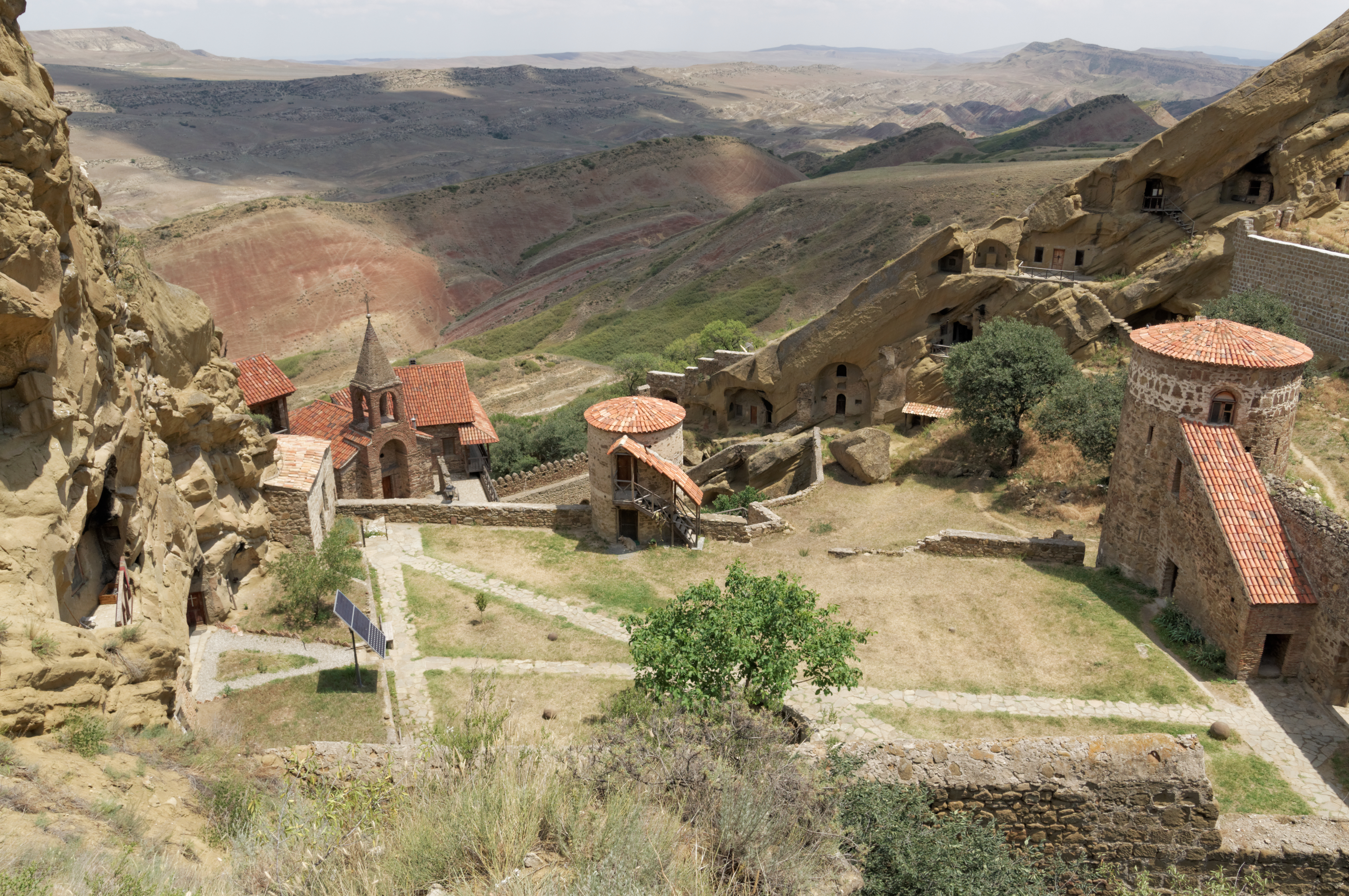
Комплекс грузинских пещерных монастырей VI века, расположенный в 60 км к юго-востоку от Тбилиси, на грузинско-азербайджанской границе, и простирающийся на 25 км вдоль склонов полупустынного Гареджийского кряжа. Государственная граница между Грузией и Азербайджаном делит монастырский комплекс Давид-Гареджи на две части.

«Затем (напали) на Алаверди и затем истребили элиев[уточнить] по всей Кахети, ибо не оставили деже грудных младенцев в колыбели и освободили Кахети. До Карагаджа[уточнить] не дошли, потому как Салимхан ушел оттуда, а там сидел Муртазахан, и вернулись победно»
Не только христианские, но и мусульманские историки насчитывают избитых на месте во время этого нашествия 60—70 тысяч душ, а забранных в плен — более 100 тысяч душ. Русские послы, бывшие тогда в Персии, тщетно уговаривали шаха не разорять Грузию и не притеснять христиан, если он дорожит дружбой русского государя, покровителя христиан. Аббас уверял их в дружбе к России и посылал в Москву награбленные христианские святыни, но относительно Грузии продолжал свою суровую расправу. Грузины защищались отчаянно: Теймураз говорил русским послам, что его подданные избили до 47 тысяч персиян. Несмотря, однако, на тяжкие испытания, выпавшие на долю Кахетии, храброе, даровитое и трудолюбивое население этого царства не унывало, поддерживало и охраняло христианство и религиозные памятники; духовенство деятельно защищало чистоту веры и церкви, учреждало школы при церквях и монастырях; ковры, ткани и шёлк, и вино местного производства были известны и вне пределов Грузии. В главных городах Кахетии, Греми и Телави, существовали высшие богословские школы (семинарии), с довольно обширной учебной программой. В числе грузинских поэтов и писателей занимают почётное место кахетинские цари Теймураз I и Арчил (умер в 1712).
При Ираклии II Кахетия вновь соединилась с Карталинией и вместе с ними, в 1801 году перешла под власть России.